# Bukovac (Bosanska Gradiška, BiH)
Bukovac je naseljeno mjesto u sastavu općine Bosanska Gradiška, Republika Srpska, BiH.

## Stanovništvo
| Bukovac            |              |
| Godina popisa      | 1991.        |
| Srbi               | 199 (57,02%) |
| Hrvati             | 58 (16,62%)  |
| Muslimani          | 30 (8,60%)   |
| Jugoslaveni        | 33 (9,46%)   |
| ostali i nepoznato | 29 (8,31%)   |
| ukupno             | 349          |